# Ломиніс техаський
{{#ifeq:0|0|{{#if:Clematis texensis|{{#if:|[[]}}|[[]]}}}}
Ломиніс техаський або клематіс техаський (Clematis texensis) — вид рослини родини жовтецеві.

## Назва
В англійській мові має назву «пурпуровий клематіс» (англ. scarlet clematis).

## Будова
В'юнка багаторічна рослина з червонуватими пагонами. Складне листя з овальними листочками 7,5 см. Частина листків перетворена на вусики. На відміну від інших ломиносів, цей трав'янистий і відмирає взимку. Квітне з середини весни до середини літа тюльпаноподібними червоними квітами з товстими пелюстками. Плід — волохата коробочка.

## Поширення та середовище існування
Зростає у Техасі, США.

## Практичне використання
Вирощується як декоративна рослина. Має культурні сорти.

## Галерея

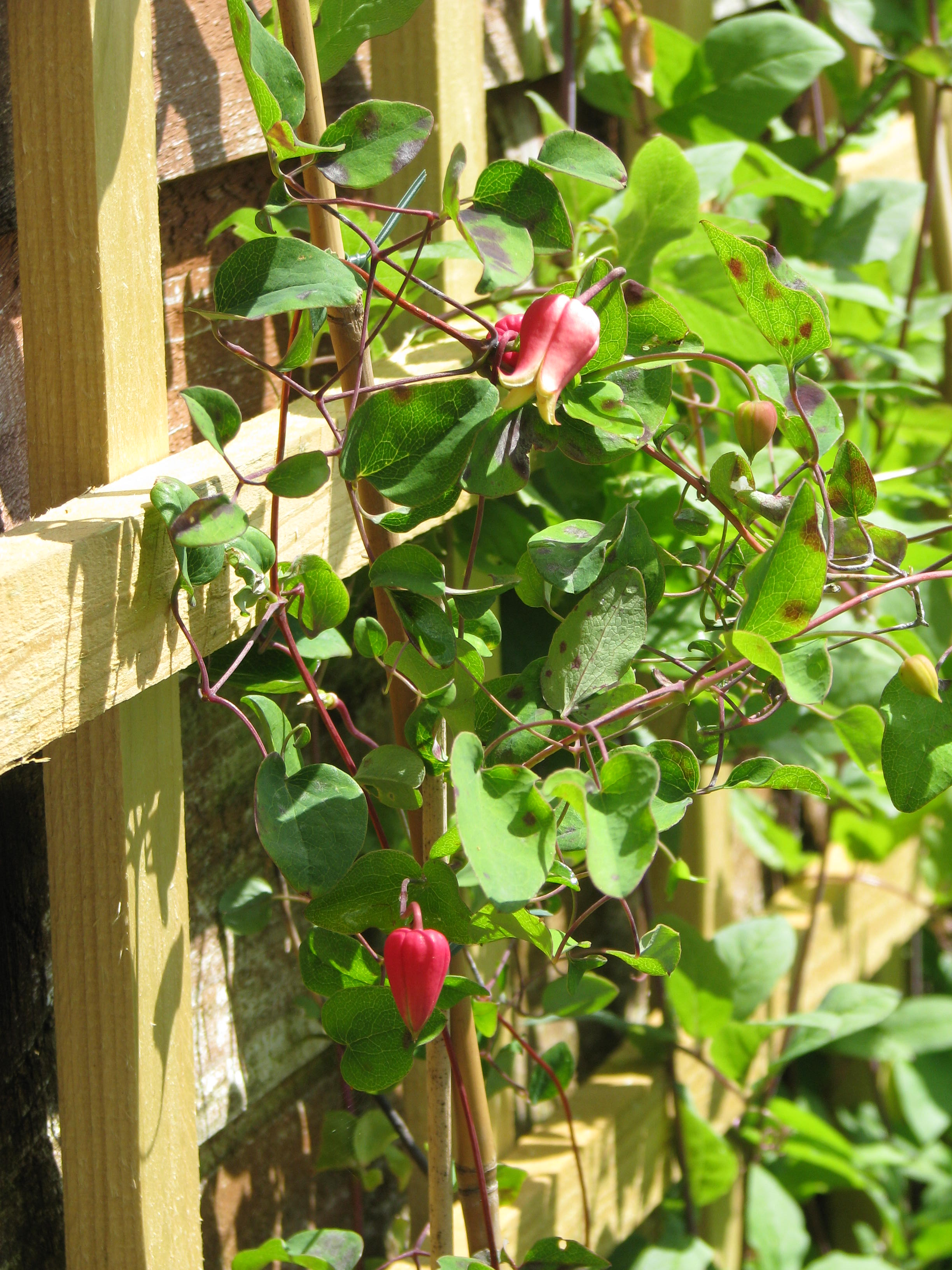
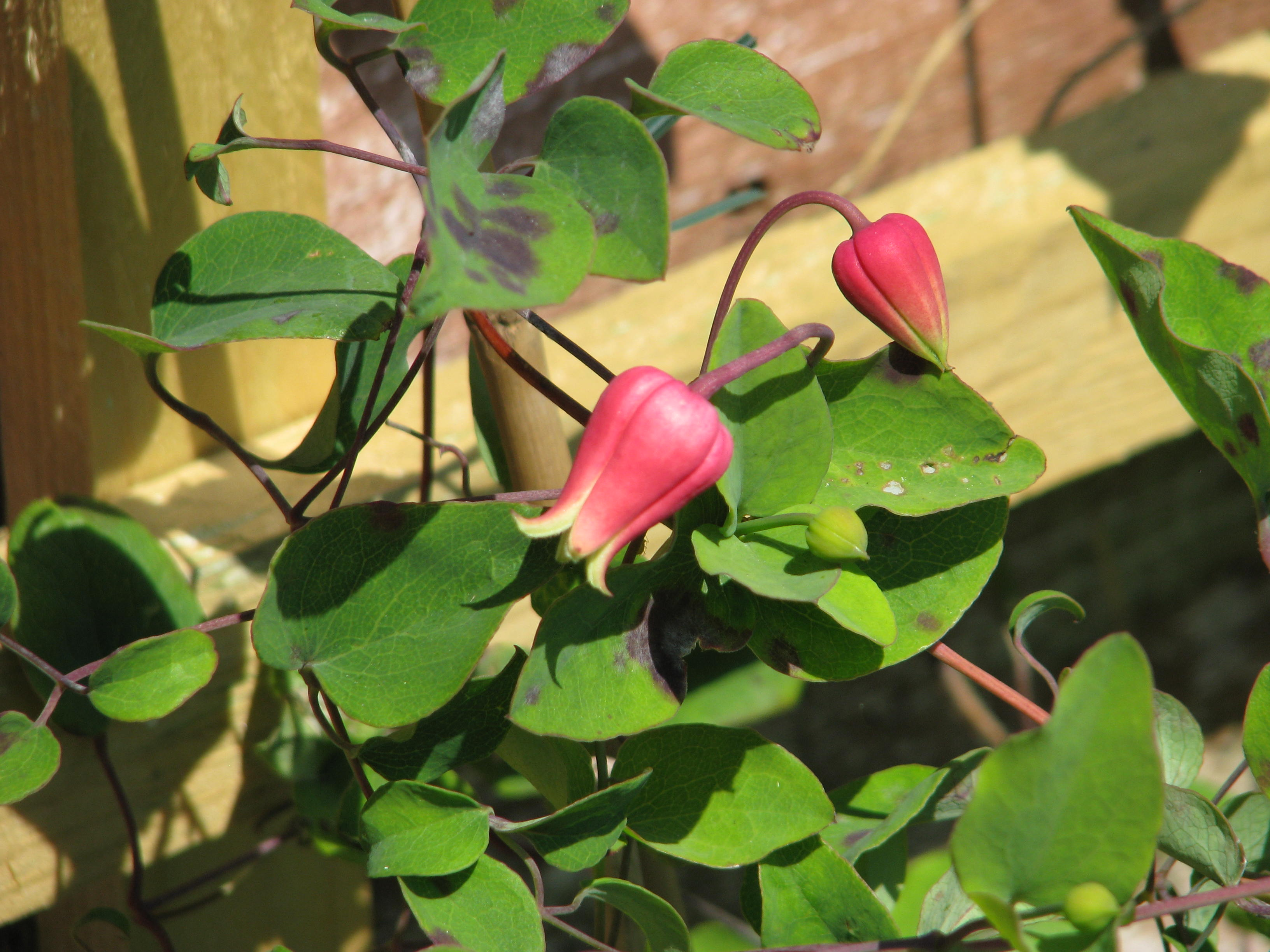
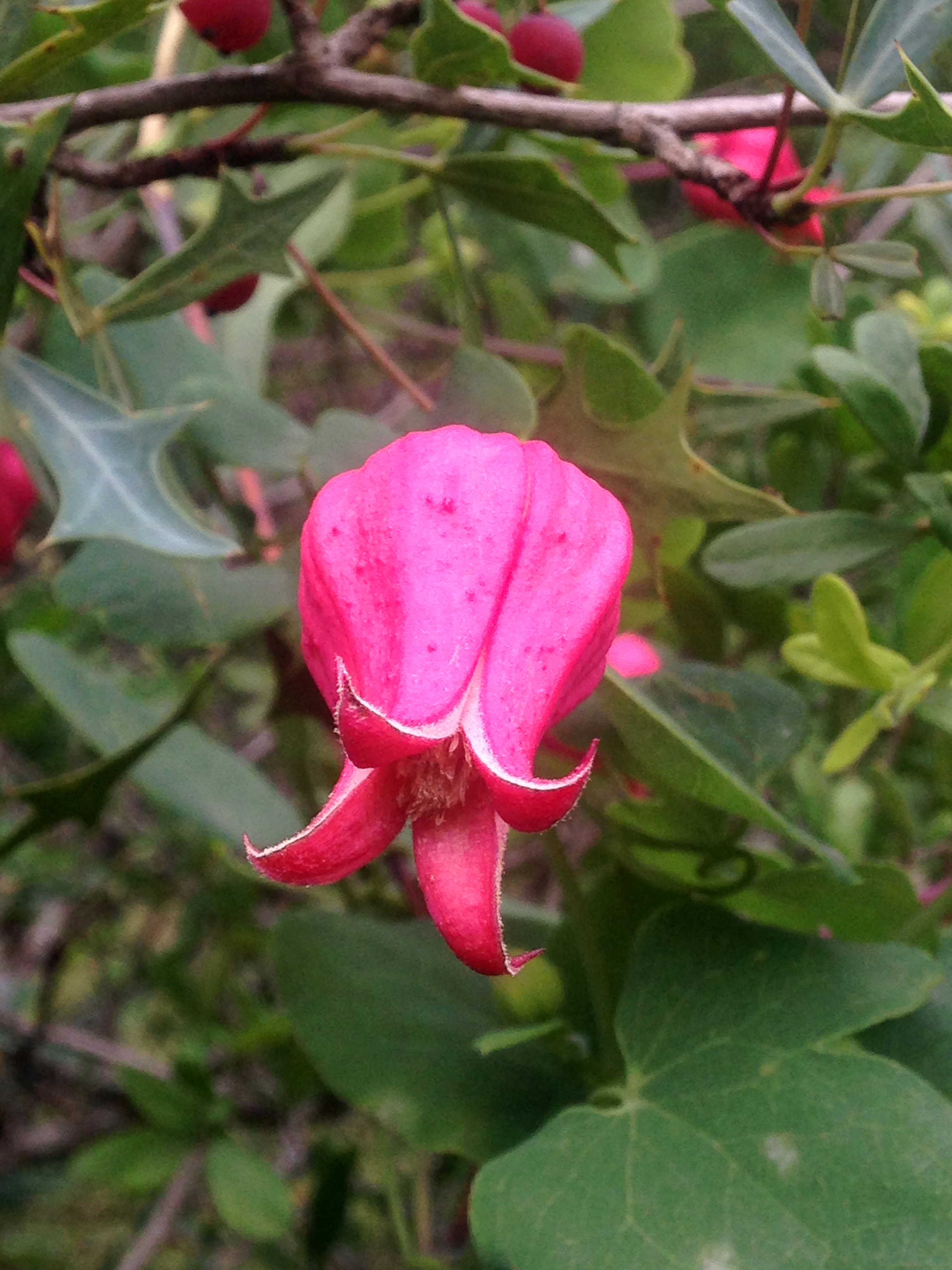